# Lučice (Havlíčkův Brod-i járás)
Lučice település Csehországban, a Havlíčkův Brod-i járásban. Lučice Radostín, Skuhrov, Pohleď, Veselý Žďár, Okrouhlice, Olešná és Malčín településekkel határos. Lakosainak száma 661 fő (2024. január 1.).

## Népesség
A település lakosságának változását az alábbi diagram mutatja:
| Lakosok száma | 630  | 632  | 752  | 712  | 657  | 569  | 636  | 633  | 642  | 661  |
|               | 1869 | 1890 | 1921 | 1950 | 1980 | 2001 | 2017 | 2019 | 2022 | 2024 |